# Nationalfonds der Republik Österreich für Opfer des Nationalsozialismus
Der Nationalfonds der Republik Österreich für Opfer des Nationalsozialismus wurde 1995 gegründet, „um die besondere Verantwortung der Republik Österreich gegenüber den Opfern des Nationalsozialismus zum Ausdruck zu bringen.“
Der Nationalfonds erbringt Leistungen an NS-Opfer, insbesondere an Personen, die „keine oder eine völlig unzureichende Leistung erhielten, die in besonderer Weise der Hilfe bedürfen oder bei denen eine Unterstützung auf Grund ihrer Lebenssituation gerechtfertigt erscheint.“ Weiters fördert der Nationalfonds eine Reihe von Projekten für Überlebende im sozialen und sozialmedizinischen Bereich, sowie des Gedenkens und Erinnerns.
Generalsekretärin seit Gründung ist Hannah M. Lessing.

## Gründung und Zielsetzung
Der Nationalfonds wurde im Jahr 1995 auf Grund eines Parlamentsbeschlusses, veröffentlicht im Bundesgesetz BGBl. Nr. 432/1995, ins Leben gerufen. Seine Aufgabe bestand vorerst darin, sogenannte Gestezahlungen an Menschen, die zwischen 1938 und 1945 in Österreich Opfer des Nationalsozialismus geworden waren, „möglichst rasch und unbürokratisch vorzunehmen“. Auch aufgrund des effizienten Engagements seiner Generalsekretärin entwickelte sich der Nationalfonds rasch nach seiner Gründung zu einer zentralen Anlaufstelle für Überlebende nationalsozialistischen Unrechts.
Der Nationalfonds wurde vom Gesetzgeber und von der Bundesregierung seit seiner Gründung stets mit weiteren Aufgaben betraut:
- 1998 wurde dem Nationalfonds vom Gesetzgeber die Aufgabe übertragen, sogenannt „erblose“ Kunstgegenstände aus öffentlichem Besitz zugunsten von NS-Opfern zu verwerten.[2]
- Im Jahr 2001 erfolgte auf Grundlage des Washingtoner Abkommens die Errichtung des Allgemeinen Entschädigungsfonds für Opfer des Nationalsozialismus, um eine umfassende Lösung der noch offener Entschädigungsfragen für Opfer des Nationalsozialismus auf dem Gebiet der heutigen Republik Österreich zu ermöglichen. Außerdem wurde der Nationalfonds mit der Entschädigung für entzogene Mietrechte, Hausrat und persönliche Wertgegenstände betraut.[3]
- Im Juli 2009 beschloss die österreichische Bundesregierung die Neugestaltung der „österreichischen Gedenkstätte“ im ehemaligen Konzentrations- und Vernichtungslager Auschwitz und jetzigen Staatlichen Museum Auschwitz-Birkenau. Der Nationalfonds wurde mit der Planung und Abwicklung des Projekts beauftragt.[4]
- 2010 wurde, ebenfalls in Umsetzung des Washingtoner Abkommens, der Fonds zur Instandsetzung der jüdischen Friedhöfe in Österreich begründet und die Generalsekretärin des Nationalfonds mit dessen Gestion beauftragt.[5]
- 2011 wurde der Nationalfonds mit der Sanierung des ehemaligen Häftlingsblocks Nummer 17 im KZ Auschwitz, dem Ort der österreichischen Länderausstellung, gesetzlich beauftragt.[6]

Gemeinsame Zielsetzung von National-, Entschädigungs- und Friedhofsfonds ist das Wahrnehmen der besonderen Verantwortung Österreichs gegenüber den Opfern des nationalsozialistischen Regimes.
Seit 2001 ist der Nationalfonds Mitgliedsorganisation der International Holocaust Remembrance Alliance. Der Nationalfonds ist auch an den Vorbereitungsarbeiten für das österreichische Museumsprojekt Haus der Geschichte beteiligt.

## Lebensgeschichten
Der Nationalfonds fördert die Aufarbeitung, Dokumentation, Veröffentlichung und Zugänglichmachung der Lebensgeschichten von Opfern des Nationalsozialismus durch Wissenschaftler und Verlage, betreibt aber auch selbst in der Reihe Lebensgeschichten die Zusammenfassung von Zeitzeugenberichten, Oral History und die Veröffentlichung von Erinnerungsschriften der Opfer. Authentische Berichte der Opfer sind für den Nationalfonds aus drei Gründen unerlässlich:
- als Beitrag zur Wahrheitsfindung über Holocaust, Porajmos und andere Verfolgungs- und Vernichtungstaten der Nationalsozialisten,
- als bedeutende Quelle für die Geschichtsforschung sowie
- als Mittel zur kritischen Bewusstseinsbildung kommender Generationen.

Der Nationalfonds betont außerdem: „Über die authentischen Lebensberichte von Betroffenen wird überdies eine sehr persönliche Dimension von Geschichte spürbar.“ Da das öffentliche Interesse am Einzelschicksal der Menschen, die aus verschiedenen Gründen Opfer des nationalsozialistischen Regimes wurden, in Österreich sehr spät erwachte und lange auf bestimmte Opfergruppen beschränkt blieb, sucht der Nationalfonds dieses Wissen zu bewahren und in Form von Publikationen weiterzugeben. 2000 wurde der schmale Band In die Tiefe geblickt veröffentlicht, er enthielt zwölf sehr unterschiedliche Lebensgeschichten, Einleitungstexte von Erika Weinzierl und David Vyssoki, einen Ausblick von Hannah Lessing und ein Vorwort des Bundespräsidenten Heinz Fischer. Seit 2008 steht eine Online-Sammlung lebensgeschichtlicher Erinnerungen kostenfrei zur Verfügung aller Interessierten. In den Jahren 2010 bis 2015 wurden vier Bände mit Erinnerungen herausgegeben.
Die Buchpublikationen werden österreichischen Schulen kostenlos für die Verwendung im Unterricht und für die Schulbibliotheken zur Verfügung gestellt. Sie können auch über die Website des Nationalfonds erworben werden.

## Projektförderung
Seit seiner Gründung fördert der Nationalfonds entsprechend seinem gesetzlichen Auftrag Projekte. Hierbei werden alle Opfergruppen des Nationalsozialismus berücksichtigt. Hauptaugenmerk liegt auf Leistungen für die noch lebenden Opfer des Nationalsozialismus. Die Finanzierung erfolgt aus Budgetmitteln des Nationalfonds, wobei bis 2010 auch die Mittel des Internationalen Fonds für Opfer des Nationalsozialismus für Projekte zur Verfügung standen und seit 2013 die verbliebenen Mittel der Mietrechtsentschädigung eingesetzt werden.
Vorrangig werden soziale, medizinische sowie psychotherapeutische Projekte gefördert, die den Opfern des NS-Regimes direkt zugutekommen. Den zweiten Schwerpunkt stellt die wissenschaftlichen Erforschung des Nationalsozialismus und des Schicksals seiner Opfer dar – um „an das nationalsozialistische Unrecht [zu] erinnern oder das Andenken an die Opfer [zu] wahren“. Hoher Stellenwert im Rahmen der Förderpolitik wird bildungspolitischen Projekten und Gedenkprojekten eingeräumt.

### Soziale und sozialmedizinische Einrichtungen
In diesem Bereich förderte der Nationalfonds beispielsweise eine Reihe von Projekten des psychosozialen Zentrums ESRA in Wien, welches 1994 für NS-Überlebende, jüdische Migrantinnen und Migranten und für die jüdische Bevölkerung Wiens eingerichtet wurde, aber heute auch schwer traumatisierte Asylanten aller Konfessionen behandelt und betreut. So erhielt ESRA 2016 eine Förderung für die „Begleitung von Überlebenden der NS-Verfolgung in der letzten Lebensphase“ zugesprochen. Das Zentralkomitee der Juden aus Österreich in Israel wurde für „Essen auf Rädern, Essen im Klublokal in Tel Aviv für Senioren aus Österreich in Israel“ unterstützt. Weiters wurde das Kulturprogramm des Maimonides-Sanatoriums in Wien, die Selfhelp-Gruppierung in den Vereinigten Staaten und die 15 AMCHA-Zentren in ganz Israel, die psychosoziale Betreuung für Holocaust-Opfer aus Österreich und ihre Nachkommen bereitstellen, gefördert.

### Förderung des Gedenkens und Erinnern
In diesem Bereich wird eine breite Palette von Veranstaltungen und Publikationen gefördert, darunter Buchpublikationen namhafter Verlage, wie
Amalthea Signum, Böhlau, Burgverlag, Czernin, Ephelant und Milena, eine Reihe audiovisueller Projekte, viele Forschungsprojekte, beispielsweise des Instituts für Wissenschaft und Kunst, des Ludwig Boltzmann Instituts für Geschichte und Gesellschaft oder der Österreichischen Akademie der Wissenschaften, aber auch von QWien, dem Zentrum für schwul/lesbische Kultur und Geschichte, oder des Verein Roma Service. Es werden auch eine Reihe von Gedenkveranstaltungen, Konzerten und Ausstellungen gefördert, so das Fest der Freude, welches alljährlich am 8. Mai am Heldenplatz stattfindet, Ausstellungen des Jüdischen Museums Wien oder Projekte des Vereins Schloss Hartheim.

## Aufgaben im Bereich der Kunstrestitution
Der Nationalfonds verwertet seit 1999 so genannte „erblose“ Kunstgegenstände aus Museen und Sammlungen des Bundes sowie der Stadt Wien, die während des NS-Regimes in Österreich unrechtmäßig erworben wurden und für die keine Rückstellungsberechtigten gefunden werden konnten. Bevor diese Kunstobjekte zur Verwertung gelangen, müssen alle Möglichkeiten ausgeschöpft werden, um möglicherweise noch lebende Verwandte der Beraubten zu erreichen. In diesem Zusammenhang unterstützt der Nationalfonds die Kunstrückgabe-Gremien des Bundes und der Stadt Wien bei der Erbensuche und betreibt seit Oktober 2006 eine umfassende Online-Kunst-Datenbank. Diese enthält Informationen zu mehr als 9.000 Objekten in öffentlichen Sammlungen und Museen des Bundes und der Länder sowie der Universitätsbibliothek Wien. Dadurch soll Opfern des NS-Kunstraubes oder deren Nachkommen ermöglicht werden, gezielt nach geraubten Kunstwerken zu suchen.
Objekte, deren Eigentümer nicht mehr eruiert werden können, werden dem Nationalfonds übergeben und in der Folge verwertet. Die Erlöse kommen jenen Opfern des Nationalsozialismus zugute, die mangels Anspruchsberechtigung keine Gestezahlung erhalten haben. Beispielsweise übergab die Österreichische Nationalbibliothek im Jahr 2010 aus ihrem Bestand rund 8.000 geraubte Druckschriften dem Nationalfonds und kaufte sie anschließend zurück. Dem Nationalfonds oblag die Ermittlung eines fairen Kaufpreises und die formale Abwicklung von Rückgabe und Rückkauf.

## AusstellungEntfernung. Österreich in Auschwitz
Derzeit in Arbeit befindet sich die neue Länderausstellung Österreichs im Staatlichen Museum Auschwitz-Birkenau. Die alte Ausstellung von 1978 wurde sorgfältig dokumentiert und abgebaut. Ende April 2014 beauftragte der Nationalfonds nach europaweiter Ausschreibung folgendes Team mit der Kuratierung der neuen Ausstellung im Block 17: Siegfried Göllner, Birgit Johler, Albert Lichtblau, Christoph Mai, Christiane Rothländer, Barbara Staudinger und Hannes Sulzenbacher. Die neue Ausstellung wird unter dem Titel „Entfernung. Österreich in Auschwitz“ stehen, wobei der Begriff „Entfernung“ auf die geografische Distanz zwischen Österreich, dem Ort der Deportation, und Auschwitz, dem Ort der Vernichtung, verweist. Diese Distanz war essentieller Teil der nationalsozialistischen Verleugnungsstrategie des Massenmordes. Zugleich meint das Wort „Entfernung“ auch Vernichtung, die physische Entfernung der Deportierten, aus ihrem Wohnfeld Österreich und aus ihrem Leben. Der Begriff soll nicht nur intellektuell begreifbar, sondern auch visuell und sinnlich erfahrbar gemacht werden. Die Ausstellung wird sich „aus drei einander bedingenden und miteinander verbundenen Ebenen“ zusammensetzen – dem „Hier“ (Auschwitz), dem „Dort“ (Österreich) und der „Leere“.
Zuvor muss noch die grundlegende Sanierung von Block 17 abgeschlossen werden.
Anlässlich des Gedenkjahres 2015 präsentierte das Kuratorenteam das Postkarten-Projekt „Österreich / Auschwitz“ mit Zeichnungen von Jan Kupiec aus dem Jahr 1945. Der polnische Auschwitz-Häftling zeichnete Motive und Szenen aus Auschwitz und Birkenau und nutzte dafür die Rückseiten von Postkarten, die Sehenswürdigkeiten aus Österreich zeigen. Die Kuratoren begründeten ihre Neuedition: „Die Postkarten in einer Edition nach Österreich zu holen, ist ein Beitrag, diese beiden Orte im kollektiven Gedächtnis einander näherzubringen.“

## Lage
Der Nationalfonds der Republik Österreich für Opfer des Nationalsozialismus hat gemeinsame Büroräume mit dem
- Allgemeiner Entschädigungsfonds für Opfer des Nationalsozialismus und mit dem
- Fonds zur Instandsetzung der jüdischen Friedhöfe in Österreich.

Diese Institutionen sind zwar beim Parlament angesiedelt, die Büroräumlichkeiten befinden sich aber in der Kirchberggasse 23 im 7. Wiener Gemeindebezirk.

## Publikationen (Auswahl)
- (Hrsg.): In die Tiefe geblickt. Lebensgeschichten, Wien 2000 (Edition INW), 80 Seiten
- Renate S. Meissner im Auftrag des Nationalfonds der Republik Österreich für Opfer des Nationalsozialismus (Hg.): Erinnerungen. Lebensgeschichten von Opfern des Nationalsozialismus
  - Band 1, Wien 2010
  - Band 2, Wien 2012
  - Band 3, Wien 2013
  - Band 4, Wien 2015